# Danilo Petrucci
Danilo Carlo Petrucci (ur. 24 października 1990 w Terni) – włoski motocyklista.

## Przed MotoGP
Petrucci w 2011 wygrał Mistrzostwa Włoch w klasie Superstock dosiadając motocykla Ducati i został wicemistrzem klasy Superstock 1000 organizowanej przez FIM. W 2012 "Petrux" był kierowcą testowym zespołu Ducati w WSBK, po tym epizodzie od razu wskoczył do najwyższej klasy Motocyklowych Mistrzostw Świata i związał się z teamem Ioda Racing prowadzonym przez Giampiero Sacchiego.

## MotoGP
Konstrukcja własna Iody okazała się niewypałem i zespół postanowił przerzucić się na ramę Sutera i silnik BMW, mimo wszystko Danilo zebrał bardzo dobre recenzje wielu obserwatorów i kibiców. W kolejnym sezonie zdobył o jeden punkt mniej w klasyfikacji generalnej i zakończył rok na 17. miejscu (poprawa o dwie lokaty względem 2012). Sezon 2014 przyniósł wiele zawirowań dla włoskiego teamu, który z powodów finansowych musiał zrezygnować ze współpracy z drugim kierowcą, Leonem Camierem, pozostając tylko przy jednym motocyklu, którego dosiadał Petrucci, jednak w tym sezonie nie zachwycił i zakończył rok na 20. lokacie. Kolejny sezon Włoch zakończył z jednym miejscem na podium (druga lokata w Wielkiej Brytanii), zajmując dziesiątą pozycję w klasyfikacji generalnej. W sezonie 2019, jeżdżąc dla zespołu fabrycznego Ducati Corse, trzykrotnie stawał na podium (zwyciężył w GP Malezji i trzecie lokaty w GP Francji i GP Katalonii) zajmując 6. miejsce w klasyfikacji generalnej ze 176 punktami. Sezon 2020 przyniósł informacje o zmianach w teamie Ducati, który ogłosił, że od 2021 r. kierowcą ekipy fabrycznej będzie Jack Miller zamiast Petrucciego. W tej sytuacji Danilo podpisał umowę z zespołem KTM Tech3 na sezon 2021.

## Statystyki

### Sezony
| Sezon | Klasa  | Motocykl   | Wyścigi | Zwycięstwa | Podia | PP | Najsz.okr. | Pkt | Msc |
| ----- | ------ | ---------- | ------- | ---------- | ----- | -- | ---------- | --- | --- |
| 2012  | MotoGP | Ioda       | 18      | 0          | 0     | 0  | 0          | 27  | 19  |
| 2012  | MotoGP | Ioda-Suter | 18      | 0          | 0     | 0  | 0          | 27  | 19  |
| 2013  | MotoGP | Ioda-Suter | 18      | 0          | 0     | 0  | 0          | 26  | 17  |
| 2014  | MotoGP | ART        | 14      | 0          | 0     | 0  | 0          | 17  | 20  |
| 2015  | MotoGP | Ducati     | 18      | 0          | 1     | 0  | 0          | 113 | 10  |
| 2016  | MotoGP | Ducati     | 1       | 0          | 0     | 0  | 0          | 9*  | 18* |
| Razem |        |            | 69      | 0          | 1     | 0  | 0          | 192 |     |

* – sezon w trakcie

### Klasy wyścigowe
| Klasa  | Sezon     | Pierwsze GP | Pierwsze podium | Pierwsza wygrana | Wyścigi | Wygrane | Podia | PP | Najsz. okr. | Pkt. | WCh. |
| ------ | --------- | ----------- | --------------- | ---------------- | ------- | ------- | ----- | -- | ----------- | ---- | ---- |
| MotoGP | 2012–2015 | Katar 2012  |                 |                  | 69      | 0       | 1     | 0  | 0           | 192  | 0    |

### Starty
| Rok  | Klasa  | Motocykl   | 1      | 2      | 3      | 4      | 5      | 6      | 7      | 8      | 9      | 10     | 11     | 12     | 13     | 14     | 15     | 16     | 17     | 18     | Poz. | Pkt. |
| ---- | ------ | ---------- | ------ | ------ | ------ | ------ | ------ | ------ | ------ | ------ | ------ | ------ | ------ | ------ | ------ | ------ | ------ | ------ | ------ | ------ | ---- | ---- |
| 2012 | MotoGP | Ioda       | QAT NU | SPA 13 | POR 15 | FRA NU | CAT 19 | GBR 17 | NED 11 | GER 17 | ITA NU | USA NU | IND NU | CZE 17 |        |        |        |        |        |        | 19   | 27   |
| 2012 | MotoGP | Ioda-Suter |        |        |        |        |        |        |        |        |        |        |        |        | RSM 14 | ARA 17 | JPN NU | MAL 11 | AUS 13 | VAL 8  | 19   | 27   |
| 2013 | MotoGP | Ioda-Suter | QAT NU | AME NU | SPA 14 | FRA 14 | ITA 12 | CAT 11 | NED 16 | GER 14 | USA 13 | IND 17 | CZE 13 | GBR 15 | RSM 15 | ARA NU | MAL 16 | AUS 15 | JPN 18 | VAL 14 | 17   | 26   |
| 2014 | MotoGP | ART        | QAT 14 | AME 17 | ARG NU | SPA NW | FRA    | ITA    | CAT    | NED 15 | GER 15 | IND NU | CZE NU | GBR 18 | RSM NU | ARA 11 | JPN NU | AUS 12 | MAL NU | VAL 12 | 20   | 17   |
| 2015 | MotoGP | Ducati     | QAT 12 | AME 10 | ARG 11 | SPA 12 | FRA 10 | ITA 9  | CAT 9  | NED 11 | GER 9  | IND 10 | CZE 10 | GBR 2  | RSM 6  | ARA NU | JPN NU | AUS 12 | MAL 6  | VAL 10 | 10   | 113  |
| 2016 | MotoGP | Ducati     | QAT NW | ARG    | AME    | ESP    | FRA 7  | ITA    | CAT    | NED    | GER    | AUT    | CZE    | GBR    | SMR    | ARA    | JPN    | MAL    | AUS    | VAL    | 18*  | 9*   |

* – sezon w trakcie